# Чехи (Хойникский район)
Чехи (бел. Чахі) — упразднённая деревня в составе Стреличевского сельсовета Хойникского района Гомельской области Беларуси.
В 15 км на юго-восток от районного центра Хойники и железнодорожной станции в этом городе, расположенной на ветке Василевичи — Хойники отходящей от линии Брест — Гомель, в 118 км от Гомеля.

## Транспортная система
Рядом автодорога Хойники — Комарин.
В посёлке нет жилых домов (2004 год). Планировка — прямолинейная улица с широтной ориентацией. Застройка деревянными домами усадебного типа.

## Гидрография
На северной окраине мелиоративный канал.

## Экология и природа
В связи с радиационным загрязнением после Чернобыльской катастрофы жители (45 семей) переселены в места, не загрязнённые радиацией.

## История
Наиболее раннее упоминание села Чехи (Czechi) датируется 1638 годом, когда князь Иеремия Михал Вишневецкий отдал свою часть Брагинского имения в заставу на четыре года за 65 000 злотых пану Николаю Лосятынскому. Хутор Чехи назван среди селений Брагинского имения воеводича белзского Яна Конецпольского, потерпевших зимою 1686/7 года и позднее от постоя реестровых казаков запорожского полковника Павла Апостола Щуровского. В судебном документе от 22 сентября 1715 года говорится о том, как губаревичские крестьяне, посланные паном Антонием Оскерко, сожгли стоги сена, принадлежавшие подданным пана Александра Бандинелли, жителям деревень Бабчин, Рудаков и хутора Чехи.
До 1733 года Чехи принадлежали к части заставного имения Брагин дерптского подкомория А. Бандинелли. С тех пор — во владении князя Михала Сервация Вишневецкого, который впервые стал писаться «графом на Брагине» именно в 1733 году. В 1754 году Чехи в составе Брагинского имения купил у пани Эльжбеты Замойской, дочери Михала Сервация, войский ошмянский Франц Антоний Ракицкий. В 1796 году хутор принадлежал речицкому подстаросте Игнатию Оскерко. В 1816 году Чехи в составе Рудаковского имения, по семейному соглашению, стали владением Владислава Оскерко, после — его старшего сына Генрика. Пани Елена Ванькович (урождённая Оскерко) названа владелицей имения в «Списке землевладельцев Минской губернии» 1889 и 1911 г.
В пореформенный период Чехи — в Микуличской волости Речицкого уезда Минской губернии.
В 1931 году организован колхоз.
Во время Великой Отечественной войны на фронтах погибли 29 жителей деревни.
Решением Хойникского районного Совета депутатов от 21 сентября 2010 г. № 25 "Об упразднении сельских населённых пунктов Хойникского района" деревня Чехи Стреличевского сельсовета упразднена.

## Население

### Численность
2004 год — жителей нет

### Динамика
- 1850 год — 12 дворов, 86 жителей
- 1908 год — 32 двора, 121 житель
- 1930 год — 53 двора
- 1959 год — 217 жителей (согласно переписи)
- 2004 год — жителей нет